# Małusza
Małusza, ros., ukr. Малуша (zm. 1002) – klucznica ruskiej księżnej Olgi.
Była córką Małka Lubczanina, według hipotezy D.I. Prozorowskiego z 1864 roku identycznego z osadzonym rzekomo w Lubeczy nad Dnieprem obalonym księciem Drewlan – Małem. Została konkubiną księcia kijowskiego Światosława I, z którym miała syna Włodzimierza I Wielkiego, urodzonego we wsi Budziatycze (ukr. Будятичі) obecnie w obwodzie wołyńskim, w pobliżu monasteru w Zimnem.
Brat Małuszy, Dobrynia Lubczanin, po przejściu szeregu urzędów dworskich został w końcu wojewodą (dowódcą drużyny) książęcej i wybitnym wodzem ruskim.